# F-Secure Anti-Virus
F-Secure Anti-Virus ist ein Antivirenprogramm von der finnischen IT-Aktiengesellschaft F-Secure. Es wurde primär für Computer mit Windows und Mac OS X entwickelt und soll Benutzer vor Malware und Schadprogrammen schützen.

## Funktionen
F-Secure Anti-Virus besitzt den DeepGuard 5, einen cloudbasierten Echtzeitschutz, Erkennung und Entfernung von Viren, Trojanern, Würmern, Spyware, Adware, Privatsphärenschutz, Browser-Schutz, Tracking-Schutz sowie Erkennung und Entfernung von Rootkits. Des Weiteren erhält das Programm automatische Echtzeitupdates.
Laut Hersteller ermöglicht der Deepguard 5 Benutzern von F-Secure Anti-Virus das Erkennen von Schadsoftware in Echtzeit und die Abwehr von Exploit-Verhaltensweisen.
Zudem scannt es eingehenden Instant-Messenger-Verkehr, E-Mail-Verkehr, besitzt einen Netzwerkschutz und einen Spielmodus. Im Programm inbegriffen ist zudem ein kostenloser technischer Chatsupport, Privatsphärenschutz und gratis Programm-Upgrades innerhalb des bezahlten Abonnements. F-Secure bietet derzeit Jahres- oder zweijahres-Abonnements für einen, drei oder fünf Computer an.

## Testergebnisse
Im Test von AV-Comparatives wurde F-Secure Anti-Virus als Performancesieger bei Antivirusprogrammen im Juli 2013 ausgezeichnet. Dabei wurden über 20 bekannte Security-Suiten mit Hilfe des Benchmarks PC Mark 7 auf die Geschwindigkeit beim Kopieren und Archivieren der Daten sowie beim Installieren und Starten der Software hin untersucht. Auch in Sicherheitstests entfernte F-Secure Schadsoftware mit dem Prädikat gut.

## Einschränkungen
F-Secure Anti-Virus fehlen einige Funktionen, die F-Secure Internet Security besitzt. Diese Funktionen sind Anti-Phishing, eine Firewall, Onlinebankinghilfe und Online-Kinderschutz. Ebenso ist das Programm, wie viele seiner Konkurrenten, inkompatibel mit anderer Anti-Virus- und Anti-Spyware-Software.

## Macintosh-Versionen
Die Macintosh-Version von F-Secure Anti-Virus läuft auf allen Macs mit Mac OS X Snow Leopard oder höher. Eine Zusatzfunktion ist die Paniktaste, mit der man den gesamten Datenverkehr auf dem Mac stoppen kann. Zudem besitzt es ein Mac-ähnliches Interface, mit dem Mac-User vertraut sind.